# Gagauški jezik
Gagauški jezik (Gagauz dili) je turkijski jezik, kojim govore Gagauzi, i zvanični je jezik autonomnog regiona Gagauzije, Moldavija. Govori ga otprilike 150.000 osoba.
Prvobitno, ovaj jezik je koristio grčko pismo. Počevši od 1957, ćirilično pismo je ušlo u upotrebu. Sadašnje gagauško pismo se zasniva na latinici, po uzoru na moderni turski.